# Han Wang-yong
Han Wang-yong (* 15. September 1966) ist ein südkoreanischer Bergsteiger. Er bestieg alle 14 Achttausender, die Berge mit einer Höhe von über 8000 Metern. Diese Besteigungsserie schloss er als dritter Südkoreaner und als elfter Bergsteiger überhaupt ab. Nach dem Erfolg leitete er Expeditionen am Mount Everest, die den Müll anderer Kletterer aufräumten.

## Achttausender-Chronologie
- 28. September 1994: Cho Oyu
- 14. Oktober 1995: Mount Everest (unter Zuhilfenahme von Flaschensauerstoff)[3]
- 27. April 1997: Dhaulagiri[4]
- 13. Juli 1997: Hidden Peak[5]
- 18. Oktober 1997: Lhotse[4]
- 3. Mai 1998: Annapurna[4]
- 21. Juli 1998: Nanga Parbat[6]
- 12. Mai 2000: Manaslu (unter Zuhilfenahme von Flaschensauerstoff)[4]
- 31. Juli 2000: K2[7]
- 14. Mai 2001: Makalu[4]
- 21. September 2001: Shishapangma[8]
- 13. Mai 2002: Kangchendzönga (unter Zuhilfenahme von Flaschensauerstoff)[9]
- 26. Juni 2003: Gasherbrum II[10]
- 15. Juli 2003: Broad Peak[11]